# Jenny Oldfield
Jenny Oldfield, född 1949, är en engelsk författare som skriver böcker för både barn och vuxna. Hon är en hästentusiast och flera av hennes barnböcker är så kallade "hästböcker". 